# Un petit cercle d'amis
Pour plus de détails, voir Fiche technique et Distribution.
Un petit cercle d'amis (A Small Circle of Friends) est un film américain réalisé par Rob Cohen et sorti en 1980.

## Synopsis
À la fin des années 1960, à l'université d'Harvard, deux copains, Leo et Nick, tombent amoureux de la même étudiante, Jessica. Ce triangle amoureux va naviguer dans le flou sentimental et au gré de divers évènements marquants de l'époque : révolution des mœurs, bouleversements sociaux politiques (mouvement hippie, guerre du Viêt Nam, …) jusqu'au jour où le libertaire Leo parle de partir combattre au Viêt Nam. Jessica, partagée entre ses deux amours, leur propose de vivre ensemble.

## Fiche technique
Sauf indication contraire, les informations mentionnées dans cette section peuvent être confirmées par la base de données cinématographiques IMDb,  présente dans la section « Liens externes ».
- Titre français : Un petit cercle d'amis
- Titre original : A Small Circle of Friends
- Réalisation : Rob Cohen
- Scénario : Ezra Sacks
- Musique : Jim Steinman
- Photographie : Michael C. Butler
- Son : James E. Webb, Chris Mclaughlin, Donald O. Mitchell, Rick Kline, Bill Nicholson
- Montage : Randy Roberts
- Décors : Joel Schiller, Rick Simpson
- Costumes : Linda Serijan
- Chorégraphie : Alex Romero
- Producteur : Tim Zinneman
- Société de production : Small Circle of Friends Inc.
- Sociétés de distribution : United Artists, CBS (Columbia Broadcasting System)
- Format : couleur (Technicolor) — 35 mm — 1.85:1 — son stéréophonique
- Pays de production :  États-Unis
- Langue originale : anglais
- Genre : drame
- Durée : 113 minutes
- Dates de sortie :
  - États-Unis : 12 mars 1980
  - France : 25 mars 1981

## Distribution
- Brad Davis : Leonardo DaVinci Rizzo, dit « Leo »
- Karen Allen : Jessica Bloon
- Jameson Parker : Nick Baxter
- Shelley Long : Alice
- John Friedrich : Alex Haddox
- Gary Springer : Greenblatt
- Craig Richard Nelson : Harry Norris
- Harry Caesar : Jimmy

## Production
Un petit cercle d'amis devait initialement être réalisé par John Korty. Mais il quitte finalement le projet au dernier moment. Rob Cohen souhaite alors prendre le poste. Il doit batailler ferme au prêt d'United Artists, qui ne veut pas lui confié le poste de réalisateur (à l'époque il n'a officié qu'en tant que producteur). Le studio accepte finalement mais à une condition : un autre réalisateur plus chevronné est choisi au cas où Rob Cohen ne ferait pas l'affaire. Il s'agit d'Arthur Hiller. Heureusement pour Rob Cohen, la production se déroule parfaitement et il n'est pas limogé.
Le tournage a lieu en mars 1979, dans le Massachusetts : à Bridgewater, Cambridge et Groton.

## Musique
La musique du film est composée par Jim Steinman. On peut également entendre dans le film :
- Chances Are, paroles d'Al Stillman et musique de Robert Allen, interprétée par Johnny Mathis
- Dedicated to the One I Love, paroles et musique de Loman Pauling et Ralph Bass, interprétée par The Mamas & the Papas
- It's the Same Old Song, paroles et musique de Holland-Dozier-Holland, interprétée par The Four Tops
- Street Fighting Man, paroles de Mick Jagger et musique de Keith Richards, interprétée par The Rolling Stones

## Commentaire
Le titre original du film renvoie à une chanson de Phil Ochs, Outside of a Small Circle of Friends.